# Peter Nero
Peter Nero (nascido Bernard Nierow, Nova Iorque, 22 de maio de 1934 – Eustis, 6 de julho de 2023) foi um pianista e maestro estadunidense, vencedor de dois Grammy Awards e Calçada da Fama das cidades de Filadélfia e de Miami, Flórida.

## Biografia
Nero dirigiu a orquestra Philly Pops entre 1979 e 2013. Além dos dois prêmios Grammy, as honrarias de Nero incluem seis doutorados Honoris causa, e o Prêmio de Apresentadores de Artes Cênicas da Sociedade Internacional de Excelência em Artes. Em 1999, ele recebeu o prêmio Pennsylvania Distinguished Arts Award. Em 2009, Nero recebeu o prêmio Lifetime Achievement Award da Federação Americana de Músicos.
Morreu em 6 de julho de 2023, aos 89 anos, em Eustis.